# Perfect Day (canción de Cascada)
«Perfect Day» es el quinto y último sencillo lanzado por Cascada del segundo álbum, Perfect Day. 
"Perfect Day" fue lanzado en los Estados Unidos cómo un CD maxisencillo el 3 de marzo de 2009, y el 17 de febrero de 2009 por iTunes.
También fue lanzado como descarga en ciertos países europeos el 13 de febrero, después de un año de lanzamiento en los Estados Unidos.

## Canción
Después del lanzamiento de la canción "Because the Night", se rumoreó que "Perfect Day" sería el siguiente sencillo, pero no hicieron ninguna confirmación. Natalie ha presentado la canción en el Clubland Live 2998, pero no mencionó que la canción sería lanzada como un sencillo. De nuevo, en el Tour Perfect Day, Natalie no dijo nada sobre esto. Los fanes sugirieron que sólo era un rumor, pero la canción fue lanzada como el tercer sencillo norteamericano después de "What Hurts The Most", y "Faded".

## Listado
Estados Unidos
1. "Perfect Day" (Album Version) – 3:44
2. "Perfect Day" (Digital Dog Radio) – 3:21
3. "Perfect Day" (Rock Version) – 3:33
4. "Perfect Day" (Extended Version) – 5:18
5. "Perfect Day" (Digital Dog Club) – 6:04
6. "Perfect Day" (Digital Dog Dub) – 5:51

Europe
1. "Perfect Day" (Radio Edit) – 3:42
2. "Perfect Day" (Rock Radio Edit) – 3:31
3. "Perfect Day" (Club Mix) – 5:16
4. "Perfect Day" (Digital Dog Remix) – 6:04

## Posicionamiento
| Listas (2009)                             | Posición |
| ----------------------------------------- | -------- |
| U.S. Billboard Hot Dance Airplay          | 20       |
| U.S. DJ Times National Club Charts Top 40 | 4        |
| U.S. DDK Dance Crossover Charts Top 50    | 3        |